# واکنش بیگینلی
The
واکنش بیگینلی(به انگلیسی: Biginelli reaction) یک واکنش چندجزئی در شیمی آلی است که طی آن از واکنش سه ماده اتیل استواستات ۱، یک آریل آلدهید(بنزآلدهید) ۲، و اوره، یک ۳٬۴-دی‌هیدروپیریمیدین-۲(۱اچ)-اون ۴ تشکیل می‌شود.
این واکنش به افتخار شیمیدان ایتالیایی پیترو بیگینلی نامگذاری شده است.